# Liste der Biografien/Balb
Liste der Biografien |
Portal Biografien |
Personensuche
# |
A |
B |
C |
D |
E |
F |
G |
H |
I |
J |
K |
L |
M |
N |
O |
P |
Q |
R |
S |
T |
U |
V |
W |
X |
Y |
Z |
?
 
Ba |
Be |
Bd |
Bg |
Bh |
Bi |
Bj |
Bl |
Bm |
Bn |
Bo |
Br |
Bs |
Bu |
Bw |
By |
Bz
 
Baa |
Bab |
Bac |
Bad |
Bae |
Baf |
Bag |
Bah |
Bai |
Baj |
Bak |
Bal |
Bam |
Ban |
Bao |
Bap |
Baq |
Bar |
Bas |
Bat |
Bau |
Bav |
Baw |
Bax–Baz
 
Bala |
Balb |
Balc |
Bald |
Bale |
Balf |
Balg |
Balh |
Bali |
Balj |
Balk |
Ball |
Balm |
Baln |
Balo |
Balp |
Balq |
Bals |
Balt |
Balu |
Balv |
Balw |
Baly |
Balz
Die Liste der Biografien führt alle Personen auf, die in der deutschsprachigen Wikipedia einen Artikel haben. Dieses ist eine Teilliste mit 51 Einträgen von Personen, deren Namen mit den Buchstaben „Balb“ beginnt.

## Balb

### Balba
- Balbach, Louis (1896–1943), US-amerikanischer Wasserspringer
- Balbastre, Claude (1724–1799), französischer Komponist und Organist
- Balbay, Mustafa (* 1960), türkischer Journalist, Autor und Parlamentsabgeordneter

### Balbe
- Balber, Josef (* 1962), österreichischer Landwirt und Politiker (ÖVP), Landtagsabgeordneter

### Balbi
- Balbi di Correggio, Francesco († 1589), italienischer Arkebusier
- Balbi Di Robecco, Mino (1885–1964), italienischer Tennisspieler
- Balbi Ochoa, Marianela, venezolanische Journalistin und Menschenrechtlerin
- Balbi, Carlos (* 1968), uruguayischer Pianist
- Balbi, Francesco Maria (1671–1747), italienischer Politiker, 150. Doge der Republik Genua und König von Korsika
- Balbi, Giovanni, Dominikaner, Theologe und Lexikograf
- Balbi, Girolamo († 1535), italienischer Humanist und Bischof
- Balbi, Ignazio, italienischer Komponist
- Balbi, Johann Friedrich von († 1779), Kommandeur des preußischen Ingenieurkorps
- Balbi, Lorenzo, italienischer Cellist und Komponist des Barock
- Balbi, Pietro (1399–1479), italienischer Humanist
- Balbi, Raúl Horacio (* 1973), argentinischer Boxer und Normalausleger
- Balbian, Joost (1543–1616), Alchemist
- Balbiani, Édouard-Gérard (1823–1899), französischer Embryologe
- Balbiano, Caterina di (1670–1719), piemontesisch-sächsische Adlige
- Balbín Lucas, Rafael de (1910–1978), spanischer Romanist und Hispanist
- Balbín Tamayo, César Alcides (* 1958), kolumbianischer Geistlicher, römisch-katholischer Bischof von Cartago
- Balbín, Bohuslav (1621–1688), böhmischer Jesuit, Literat, Historiker und Geograph
- Balbina (* 1983), deutsche Sängerin, Komponistin und Liedtexterin
- Balbina von Rom, frühchristliche Kirchenstifterin; Märtyrin und Heilige
- Balbino, Antônio (1912–1992), brasilianischer Politiker
- Balbinot, Sergio (* 1958), italienischer Versicherungsmanager
- Balbinus († 238), römischer Kaiser 238
- Balbirnie, Andrew (* 1990), irischer Cricketspieler
- Balbis Bertone, Marco Aurelio (1725–1789), italienischer römisch-katholischer Geistlicher, Bischof von Novara

### Balbo
- Balbo, Abel (* 1966), argentinischer Fußballspieler und -trainer
- Balbo, Cesare (1789–1853), italienischer Staatsmann und Schriftsteller
- Balbo, Ennio (1922–1989), italienischer Schauspieler
- Balbo, Italo (1896–1940), italienischer Luftwaffenminister, Luftmarschall und Schöpfer der italienischen LuftwaffeItalo Balbo (1896–1940)

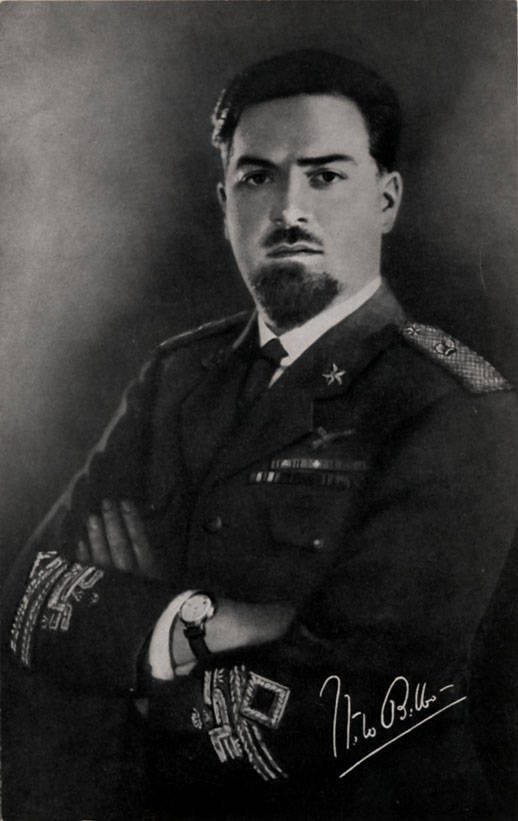
Italo Balbo (1896–1940)

- Balbo, Julien (* 1979), französischer Squashspieler
- Balboa Bustamante, Esther (* 1959), bolivianische Humanbiologin, Anthropologin, indigene Aktivistin für die Quechua-Nation und ehemalige Politikerin
- Balboa Rico, Antonio (* 1964), spanischer Radrennfahrer
- Balboa, Adrián (* 1994), uruguayischer Fußballspieler
- Balboa, Álex (* 2001), äquatorialguineischer Fußballspieler
- Balboa, Javier (* 1985), spanisch-äquatorialguineischer Fußballspieler
- Balboa, Marcelo (* 1967), US-amerikanischer Fußballspieler
- Balbontín, René, chilenischer Fußballspieler
- Balboschin, Nikolai Fjodorowitsch (* 1949), sowjetischer Ringer

### Balbu
- Balbuena, Agustín (1945–2021), argentinischer Fußballspieler
- Balbuena, Bernardo de (1562–1627), spanischer Dichter
- Balbuena, Fabián (* 1991), paraguayischer Fußballspieler
- Balbuena, José (1918–2009), peruanisch-chilenischer Fußballspieler
- Balbus, lateinischer Agrimensor
- Balbus, Ambrosius (1704–1794), deutscher Zisterzienserabt
- Balbus, Christophorus (1702–1766), deutscher Benediktinerabt
- Balbus, Stanisław (1942–2023), polnischer Literaturkritiker, Literaturtheoretiker und Übersetzer
- Balbus, Steven A. (* 1953), US-amerikanischer Astrophysiker